# Državni slikopisni zavod „Hrvatski slikopis”
Državni slikopisni zavod „Hrvatski slikopis” (Croatia film) bilo je državno film poduzeće osnovano u siječnju 1942. u Zagrebu kao pravni nasljednik prethodnog Ravnateljstva za slikopis. Uspostavljeno je s namjerom da se filmska proizvodnja odvoji od državnih financiranja i postavi na međunarodne temelje. Unatoč svemu bilo je pod izravnim ideološkim i političkim nadzorom Glavnog ravnateljstva za promidžbu Predsjedništva vlade.

## Uprava i odjeli zavoda
Ravnatelj slikopisnog zavoda bio je Marijan Mikac, njegov ured (Ured ravnatelja zavoda) bio je odgovoran za sve djelatnosti zavoda. Voditelj proizvodnje bio je Branko Marjanović uz kojeg su mnoge poslijeratne filmske zvijezde stekle prve filmske početke. Redaktor sadržaja slikopisa je bio Branko Marjanović. Prema poslovniku zavoda, zavod je imao upravna i radna tijela odbore, odsjeke i vijeća.
Prostorije, zaposlenike i tehniku zavoda u svibnju 1945. godine preuzelo je novoutemeljena Filmska direkcija za Hrvatsku (Državnog filmskog poduzeća) Demokratske Federativne Jugoslavije.

## Slikopisni sadržaj i glasila zavoda
Zavod je izdao 33 časopisa Hrvatski slikopis i redoviti filmski žurnal Hrvatska u riječi i slici / Hrvatski slikopisni zavod, isprva dvotjedno, potom tjedno. Od svog osnutka do svibnja 1945. godine zavod je proizveo 175 nastavaka slikopisa. Tijekom postojanja zavod je bio proizveo desetak promidžbeno-dokumentarnih, (igrano-)dokumentarnih i putopisnih (reportažnih) filmova koji su dobivali mnogobrojne međunarodne nagrade. 
Značajniji cjelovečernji zvučni filmovi su: 
Promidžbeno-dokumentarni filmovi
1.  Straža na Drini (1942.), Branko Marjanović – prikazan je na međunarodnom festivalu u Veneciji, gdje je nagrađen posebnom medaljom za sudjelovanje (dodjeljivala se posebnim filmovima)                                          
2.  Domovina (1943.), Sergije Tagatz – smatra se kako je osnažio društveno povjerenje u ustaški pokret i vlast 
Dokumentarni filmovi
1.  Barok u Hrvatskoj (1942.), Oktavijan Miletić – smatra se najboljim hrvatskim i međunarodnih igrano-dokumentarnim filmova, temeljenim na činjenicama uz gotovo nepostojeću promidžbu                                                                                                                                                                                                                   
2.  Tamburica (1944.), Sergije Tagatz – predstavio je život slavonskog seljaka i građana kroz stoljeća                                                                                                                                                                                        
3.  Lisinski (1944.), Oktavijan Miletić – predstavio je cjelokupni život Vatroslava Lisinskog